# Johann Kiemann starší
Johann Kiemann, pro odlišení od svého syna Johanna Kiemanna uváděn později i jako Johann Kiemann starší (21. října 1797 Volary – 18. dubna 1872 Praha), byl rakouský a český právník a politik německé národnosti, v 60. letech 19. století poslanec Českého zemského sněmu a Říšské rady.

## Biografie
Vystudoval práva na Vídeňské univerzitě, kde roku 1825 získal titul doktora práv. V roce 1834 se stal zemským advokátem v Čechách. Kromě profese právníka se tehdy věnoval i topografickému měření výškových bodů v Čechách a výsledky jeho bádání použil ve své topografii i Johann Gottfried Sommer.
Angažoval se i ve veřejném životě. Během revolučního roku 1848 ho domovský volební okrsek Vimperk zvolil za poslance Říšského sněmu ve Vídni. Uvádí se jako advokát. Když ale vypukla v říjnu 1848 ve Vídni další fáze revoluce, opustil parlament a krátce nato složil mandát. Rezignoval v prosinci 1848. V seznamu poslanců k lednu 1849 již nefiguruje. V parlamentu ho nahradil Jan Daniel Rozsypal.
Nadále se věnoval akademické dráze. V letech 1850–1851 byl děkanem pražské právnické fakulty. Kromě toho ještě v letech 1850–1861 zasedal v pražském obecním zastupitelstvu a po jistou dobu i jako radní.
Koncem 60. let 19. století se zapojil i do zemské politiky. Ve volbách v lednu 1867 byl zvolen v městské kurii (volební obvod Vimperk, Prachatice, Volary) do Českého zemského sněmu. Mandát zde obhájil i v krátce poté konaných volbách v březnu 1867. Politicky byl německým liberálem (takzvaná Ústavní strana).
Zasedal také v Říšské radě (celostátní zákonodárný sbor), kam ho vyslal zemský sněm roku 1867 (tehdy ještě Říšská rada nevolena přímo, ale tvořena delegáty jednotlivých zemských sněmů).
Zemřel náhle v dubnu 1872 v Praze, v parku na Belvederu. Zkolaboval zde při procházce a na místě byl mrtev.
Jeho syn Johann Kiemann byl rovněž právníkem a politikem, i další syn Anton Kiemann působil jako pražský právník.